# Dickinson North, Bắc Dakota
Dickinson North là một lãnh thổ chưa tổ chức thuộc quận Stark, tiểu bang Bắc Dakota, Hoa Kỳ. Năm 2010, dân số của nơi này là 2.616 người.